# Juan Carlos Rubio
Juan Carlos Rubio (Montilla, Córdoba, 1967) es un guionista, director y dramaturgo español.

## Biografía
Tras licenciarse en la especialidad de Interpretación Textual en la Real Escuela Superior de Arte Dramático, intervino como actor en montajes teatrales y series de televisión. También presentó los concursos televisivos 3, 2, 1... contacto y Enróllate.
Desde 1992 se dedica a la escritura de guiones televisivos y cinematográficos, siendo candidato al Premio Goya al Mejor Guion Original por Retorno a Hansala (2008), de Chus Gutiérrez. Ha obtenido la Biznaga de Plata al mejor guion en el Festival Málaga Cine Español 2010 por Bon Appétit de David Pinillos
Sus obras de teatro se han estrenado en varios países americanos, como Perú, Chile, Puerto Rico, Costa Rica, Argentina y Estados Unidos. En Europa sus obras se han estrenado en Alemania, Suiza, Grecia, Eslovaquia, Reino Unido e Italia. El montaje de Las heridas del viento, estrenado en Nueva York, fue candidato a cinco premios ACE de la Asociación de Cronistas del Espectáculo, incluyendo el de Mejor Espectáculo.
En 2013 gana el Premio Lope de Vega de teatro por la obra Shakespeare nunca estuvo aquí, coescrita junto a Yolanda García Serrano y el Premio Broadwayworld Spain al mejor musical por Esta noche no estoy para nadie. El musical.
En 2014 obtiene el Premio Andalucía de la Crítica en la modalidad de teatro por su libro Seré Breve.
En 2015 es galardonado con el Premio Festival Internacional de Teatro, Música y Danza de San Javier y con el Premio a la Autoría Teatral en la III edición de los Premios de Teatro Andaluz por su obra Las heridas del viento.
En junio de 2015 su obra Las heridas del viento, con Kiti Mánver y Dani Muriel, es representada en Londres, Reino Unido, dentro del Festival de Teatro Español en Londres (Festelón).
En noviembre de 2017 obtiene el premio al mejor cineasta de Andalucía, que otorga Canal Sur, en la 43.ª edición del Festival de Cine Iberoamericano de Huelva por su película Las heridas del viento.

## Trayectoria profesional

### Actor
- El rayo. De Muñoz Seca. Dirección de Pedro Osuna. (1992)

- Las trampas del azar, de Antonio Buero Vallejo, dirección de Joaquín Vida (1995)

- Los padres terribles, de Jean Cocteau, dirección de Juan Carlos Pérez de la Fuente (1996-1997)

- El cerco de Numancia, de Miguel de Cervantes, dirección de Manuel Canseco (1998)

- TV: Unisex, Farmacia de guardia, Ellas son así, A las once en casa, Al salir de clase, etcétera.

### Guionista de televisión
- Farmacia de guardia.

- Pepa y Pepe.

- Manos a la obra.

- A las once en casa.

- Una de dos.

- Paco y Veva.

- Ellas son así.

- La vida de Rita.

- Maitena: Estados alterados.

- Adolfo Suárez, el presidente. (TV movie)

### Guionista de cine
- Slam (2002). Dirección: Miguel Martí.

- Fin de curso (2004). Dirección: Miguel Martí.

- El Calentito (2005). Dirección: Chus Gutiérrez.

- Retorno a Hansala (2008). Dirección: Chus Gutiérrez.

- Bon Appétit (2010). Dirección: David Pinillos

- Las heridas del viento (2017). Dirección: Juan Carlos Rubio.

- “El inconveniente” (2020). Dirección Bernabé Rico

### Director de cine
- Las heridas del viento (2017). Interpretada por Kiti Mánver y Dani Muriel. Producida por TalyCual Producciones. Kiti Mánver obtuvo el premio a la mejor interpretación en la 22.ª edición del LesGaiCineMad y Juan Carlos Rubio el premio al mejor cineasta de Andalucía, que otorga Canal Sur, en la 43.ª edición del Festival de Cine Iberoamericano de Huelva.

### Autor teatral
- Esta noche no estoy para nadie (1997). Estrenada con dirección de Joaquín Vida y protagonizada por Esperanza Roy y Nicolás Dueñas. Premio Ciudad de Alcorcón para autores menores de 30 años 1998.

- Las heridas del viento (1999). Estrenada en Estados Unidos con dirección de Juan Manuel Cifuentes y protagonizada por Marcos Casanova y Humberto Rosenfeld. Primer Accésit del Premio Hermanos Machado 2000.

- Tres (2000). Estrenada en Chile como Él cuando quiere... ellas cuando pueden. En Puerto Rico como Qué trío!!!. En Estados Unidos como Ellas quieren y él no puede. Publicada por Ediciones Antígona.

- El bosque es mío (2001).

- 10 (2001). Estrenada con dirección de Tamzin Townsend y protagonizada por Juan Luis Galiardo, María Elias, José Luis Torrijos, Borja Elgea, Patricia Ércole y Pedro Miguel Martínez.

- ¿Dónde se esconden los sueños? (2004). Estrenada en Puerto Rico con dirección de Gary Homs. Premio teatro infantil Escuela Navarra de Teatro 2004.

- Epitafio (2004). Estrenada con dirección de Concha Gómez. Premio Animasur 2005.

- Humo (2005). Estrenada con dirección de Juan Carlos Rubio y protagonizada por Juan Luis Galiardo, Kiti Mánver, Gemma Jiménez y Bernabé Rico. Finalista del Premio Mayte. Premio SGAE 2005.

- Arizona (2006). Estrenada con dirección de Juan Carlos Rubio y protagonizada por Aurora Sánchez y Alberto Delgado. Premio Raúl Moreno-Fatex 2006. Mención Especial del Premio Lope de Vega 2006. Publicada por Ediciones Antígona.

- No quemes la vida (2007). Estrenada con dirección de Chema Adeva.

- 100 m² (2007). Beca de la Comunidad de Madrid y la Asociación de Autores de Teatro. Estrenada en 2010 con dirección de Juan Carlos Rubio y protagonizada por María Luisa Merlo, Miriam Díaz-Aroca y Jorge Roelas. Publicada por Ediciones Antígona.

- Concha. Yo lo que quiero es bailar. Estrenada en 2011 con dirección de José María Pou y protagonizada por Concha Velasco.

- El manual de la buena esposa. Estrenada en 2012 con dirección de Quino Falero y protagonizada por Llum Barrera, Mariola Fuentes y Natalia Hernández.

- Esta noche no estoy para nadie. El musical. Estrenada en 2012 con dirección de Juan Carlos Rubio, dirección musical de Raúl Gama, letras de canciones de Isabel Montero e interpretada por Kiti Mánver, Bruno Squarcia, Gisela y David Ordinas.

- Shakespeare nunca estuvo aquí. (2013) Coescrita junto a Yolanda García Serrano. Premio Lope de Vega 2013.

- Al final de la carretera (2014). Basada en la obra de teatro One for the road de Willy Russell.
- Windermere Club (2015). Basada en el obra de teatro El abanico de lady Windermere de Oscar Wilde.

- Tamaño familiar (2015). Estrenada el 6 de febrero de 2015 en el Teatro Palacio Valdés (Avilés) con textos de Juan Carlos Rubio, Ignacio del Moral, Anna R. Costa, Roberto Santiago, Alfredo Sanzol y Yolanda García Serrano. Dirigida por Quino Falero e interpretada por Llum Barrera, Camila Viyuela, Alfonso Lara y Pepe Lorente.

- El príncipe de Maquiavelo (2015). Estrenada el 12 de junio de 2015 en el Corral de comedias de Alcalá de Henares dentro del festival Clásicos en Alcalá. Dirigida por Juan Carlos Rubio e interpretada por Fernando Cayo.
- Iba en serio (2015). Estrenada el 4 de septiembre de 2015 en el Teatro Cervantes de Málaga con dirección de Juan Carlos Rubio, dirección musical de Julio Awad (Premio Teatro Musical a la mejor dirección musical), coreografía de Federico Barrios e interpretada por Jorge Javier Vázquez, Kiti Mánver (Premio Teatro Musical a la mejor actriz), Alejandro Vera (Premio Teatro Musical al mejor actor revelación), Edu Morlans y Víctor González.
- La correspondencia personal de Federico García Lorca (2017). Estrenada el 21 de enero de 2017 en el Centro Federico García Lorca de Granada con dirección de Juan Carlos Rubio, música de Miguel Linares e interpretada por Gema Matarranz y Alejandro Vera.
- Sensible (2017). Estrenada el 22 de septiembre en el Teatro Palacio Valdés de Avilés con dirección de Juan Carlos Rubio, música de Julio Awad, coreografía de Chevi Muraday e interpretada por Kiti Mánver y Chevi Muraday.
- "El inconveniente". Nueva versión de "100 m2", estrenada en septiembre de 2022 en Santander, Palacio de Festivales de Cantabria, con Kiti Mánver, Cristóbal Suárez y Marta Velilla.
- Música para Hitler (2025). Escrita junto a Yolanda García Serrano. Estrenada el 7 de marzo de 2025 en el Palacio de Festivales de Santander con dirección de Juan Carlos Rubio. Interpretada por Carlos Hipólito, Kiti Mánver, Cristóbal Suárez y Marta Velilla.

### Director teatral
- Humo. (2005) . De Juan Carlos Rubio. Con Juan Luis Galiardo, Kiti Mánver, Gemma Jiménez y Bernabé Rico.
- Arizona. (2008). De Juan Carlos Rubio, con Aurora Sánchez y Alberto Delgado.
- Tres. (2009) Con Kiti Mánver, Nuria González, Aurora Sánchez y Octavi Pujades. Editada por Ediciones Antígona
- El pez gordo (2009), de Roger Rueff. Con Helio Pedregal, Toni Cantó y Bernabé Rico.
- 100 m². (2011) dirigida por Juan Carlos Rubio y protagonizada por María Luisa Merlo, Miriam Díaz-Aroca y Jorge Roelas. Editada por Ediciones Antígona
- Razas (2010), de David Mamet. Con Toni Cantó, Bernabé Rico, Emilio Buale y Montse Pla
- Galas del Festival Málaga Cine Español 2010.
- Ocasiones especiales. (2010), de Bernard Slade. Con Kiti Mánver y Jorge Roelas.
- 100 m². (2011), de Juan Carlos Rubio. Santiago de Chile. Con Rosita Nicolet, Renata Bravo y Gustavo Becerro.
- Ocasiones especiales. (2011), de Bernard Slade. Producida por Hispanic Theater Guild de Miami e interpretada por Martha Picanes y Marcos Casanova.
- 9 Minutos (2011) Con Nuria González y Mónica Regueiro.
- Gala Premios MAX 2011.
- La monja alférez. CDN Teatro María Guerrero 2013. De Domingo Miras, protagonizada por Carmen Conesa, Ramón Barea, Cristina Marcos, Nuria González, Martiño Rivas, Dani Muriel, José Luis Martínez, Mar del Hoyo, Ángel Ruiz, Manu Báñez, Kike Inchausti, Toño Pantaleón y Fernando Jiménez.
- Las heridas del viento. (2013) Protagonizada por Kiti Mánver y Dani Muriel.
- Miguel de Molina al desnudo.(2014), de Ángel Ruiz. Protagonizada por Ángel Ruiz.
- El secreto de Puente Viejo. (2014), de Aurora Guerra, Miquel Peidro y Josep Císter Rubio. Protagonizada por Susana Abaitua, Carlos Serrano-Clark, Álex Furundarena, Trinidad Iglesias, Alberto García Tormo y José Gabriel Campos.
- Arizona. (2014) Protagonizada por Gema Matarranz y David García-Intriago.
- El príncipe de Maquiavelo. (2015) Protagonizada por Fernando Cayo.
- ba en serio (2015). Dirección musical de Julio Awad (Premio Teatro Musical a la mejor dirección musical), coreografía de Federico Barrios e interpretada por Jorge Javier Vázquez, Kiti Mánver (Premio Teatro Musical a la mejor actriz), Alejandro Vera (Premio Teatro Musical al mejor actor revelación), Edu Morlans y Víctor González.
- Páncreas. (2015), de Patxo Telleria. Protagonizada por Fernando Cayo , Alfonso Lara y José Pedro Carrión.
- Muñeca de porcelana (2016), de David Mamet. Protagonizada por José Sacristán y Javier Godino.
- La correspondencia personal de Federico García Lorca (2017). Música original compuesta por Miguel Linares. Interpretada por Gema Matarranz y Alejandro Vera.
- Sensible (2017). Música original compuesta por Julio Awad y coreografía de Chevi Muraday. Interpretada por Kiti Mánver y Chevi Muraday.
- “Grandes éxitos” (2018). Interpretada por Jorge Javier Vázquez, Marta Ribera (e Inés León), Alejandro Vera y Beatriz Ross.
- “Juntos” (2018) de Fabio Marra. Interpretada por Kiti Mánver, María Castro, Gorka Otxoa e Inés Sánchez. Producción Txalo Producciones.
- Llévame hasta el cielo (2020), de Nacho A. Llorente. Protagonizada por Lolita Flores y Luis Mottola. Producción Lerele Producciones.
- “Anfitrión” (2020) de Moliere. Protagonizada por Pepón Nieto, Toni Acosta, Fele Martínez, Paco Tous (y José Troncoso), María Ordóñez y Dani Muriel. Estrenada en el Festival de teatro de Mérida. Una producción de Mixtolobo y el Festival de teatro de Mérida.
- “El mueble” (2020) de Yolanda García Serrano y Juan Carlos Rubio. Histrión teatro. Con Gema Matarranz y Alejandro Vera (Rodrigo Sainz de Heredia)
- “Seda” (2021) de Alessandro Baricco. Clásicos Contemporáneos, GNP Producciones, HIK. Con Josu Eguskiza, Chema del Barco (Nancho Novo), Aníbal Soto, Inés Sánchez, Charo Sojo.
- “En tierra extraña” (2021) de Juan Carlos Rubio (con la colaboración de José María Cámara). SOM Produce y Teatro Español. Con Diana Navarro, Alejandro Vera y Avelino Piedad.
- “El peligro de las buenas compañías” (2022) de Javier Gomá. Protagonizada por Fernando Cayo, Ernesto Arias, Carmen Conesa y Miriam Montilla. Una producción de Focus.
- "El inconveniente", nueva versión de "100 m2", dirección de Juan Carlos Rubio, estrenada en septiembre de 2022 en el Palacio de Festivales de Cantabria, en Santander. Con Kiti Mánver, Cristóbal Suárez y Marta Velilla.

## Publicaciones
- Esta noche no estoy para nadie. Ediciones Fundación SGAE. 1999.

- 10. Editorial La avispa. 2002.

- Las heridas del viento. Editorial La avispa. 2004.

- Adrenalina, feniletilamina, oxitocina y otras hormonas del amor. Editado por la Asociación de Autores de Teatro. 2004.

- El calentito. Colección Espiral. 2005 (Guion de cine)

- Humo. Fundación autor. 2006.

- ¿Dónde se esconden los sueños?. Editorial CCS. 2006.

- Epitafio / 9 minutos. Animasur ediciones. 2006.

- 100 m². Editado por la Asociación de Autores de Teatro y la Consejería de cultura de la Comunidad de Madrid. 2007.

- Las heridas del viento, Humo y Arizona. Editorial Fundamentos. 2009.

- Tres. Ediciones Antígona. 2011.

- 100 metros cuadrados. Ediciones Antígona. 2011

- Epitafio / 9 minutos. Incluido en la publicación El tamaño no importa. Editado por la Asociación de Autores de Teatro. 2011

- Seré Breve. Ediciones Antígona. 2013. (Recopilación de obras breves)

- Las heridas del viento. Ediciones Antígona. 2014.

- Tu día de suerte. Incluido en la publicación Antología de comedia y humor. Ediciones Irreverentes. 2014

- El príncipe de Maquiavelo. Ediciones Antígona. 2015.
- Shakespeare nunca estuvo aquí. Ediciones Antígona, 2016.
- La correspondencia personal de Federico García Lorca. Ediciones Antígona, 2018.
- La isla. Ediciones Antígona. 2019.
- Anfitrión. Ediciones Antígona. 2022.
- Queen Lear. Ediciones Antígona. 2022. En colaboración con Natalia Menéndez